# Globo bebé de Donald Trump
El globo bebé de Donald Trump es un inflable que caricaturiza al expresidente de los Estados Unidos, Donald Trump, usado durante una visita oficial al Reino Unido que fue volada en protesta por su visita y sus políticas.
El globo fue volado sobre Parliament Square, Londres, el 13 de julio de 2018, donde asistieron decenas de miles de manifestantes, y sobre The Meadows, Edimburgo, al día siguiente, donde también se realizaron protestas. Aunque Trump no estaba visitando Edimburgo, estaba pasando el fin de semana en su campo de golf Turnberry, pero el permiso para volar el globo allí fue rechazado por la policía de Escocia.

## Concepto
Uno de los organizadores, Max Wakefield, dijo: «Se trata del surgimiento de la política de extrema derecha que deshumaniza a las personas para llegar al poder [y] un intento de introducir un buen humor británico en el discurso político que rodea la visita de Trump». Wakefield citó la política de separación de familias de la administración Trump y la retirada de Trump de los Estados Unidos del acuerdo de París como ejemplos del tipo de políticas a las que apuntaba la protesta. Leo Murray, quien dirigió la campaña, escribió:

Entonces, cuando Trump visite el Reino Unido el viernes 13 de julio de este año, queremos asegurarnos de que sepa que toda Gran Bretaña lo desprecia y se ríe de él. Es por eso que un grupo de nosotros aportó suficiente dinero para tener un dirigible de 6 metros de altura fabricado por una compañía profesional de inflables, para volar en los cielos sobre Parliament Square durante la visita de Trump.

El globo inflable de plástico, relleno de helio, de 6 metros (20 pies) de altura, fue diseñado por Matt Bonner y construido por Imagine Inflatables de Leicester. Fue creado luego de una campaña de micromecenazgo en crowdfunder.co.uk que elevó el costo de creación y despliegue de £ 16 000. Representa a Trump como «un bebé naranja enojado» con una boca gruñendo, manos pequeñas, usando un pañal, y sosteniendo un teléfono inteligente.
El organizador Max Wakefield dijo: «La única forma de hacer un impacto con Donald Trump es burlarse de él, porque no puedes involucrarlo en ningún tipo de discusión, nunca llega a ninguna parte».

## Historia
Se requirió permiso de la Autoridad del Gran Londres (GLA), la Policía Metropolitana y el Servicio Nacional de Tráfico Aéreo (NATS) para que el globo volase sobre Parliament Square, espacio por encima del cual se considera espacio aéreo restringido. Se otorgó permiso, lo que lo permitió volar, mientras estaba atado, hasta 30 metros (100 pies) de altura, durante un máximo de dos horas. Tanto el equipo de Operaciones de la Ciudad de la GLA como NATS enfatizaron que la naturaleza de la protesta no tuvo parte en sus decisiones.
Después de enterarse del globo, Trump comentó: «Creo que cuando lanzaron globos dirigidos para hacerme sentir desagradable, no hay razón para que vaya a Londres».
Después de su aparición en Londres, el globo fue llevado a Edimburgo, donde fue sobrevolado por The Meadows, un parque público cercano al centro de la ciudad, como parte de las protestas contra la visita de dos días de Trump a Escocia, después de que permiso para volar el globo cerca del campo de golf Turnberry hubiera sido rechazado. El 17 de julio de 2018, el globo estaba amarrado fuera del O2 Arena en Londres, antes de que la banda de rock estadounidense Pearl Jam tocara en el lugar.
Museos como el Museo Británico y el Museo de Londres han expresado interés en adquirir o exhibir el globo.

### Globo de Sadiq Khan
El 30 de agosto de 2018, circularon imágenes de un globo similar al de Donald Trump, esta vez en representación del alcalde de Londres, Sadiq Khan, que vestía un bikini amarillo brillante. El globo, al igual que el globo bebé de Donald Trump, se financió mediante micromecenazgo después de que se recaudaran £ 58 000 para crear el dirigible. Presentaba a Khan vistiendo un bikini amarillo en respuesta a la prohibición de una serie de anuncios en las redes de transporte público de Londres, que habían mostrado a una mujer en un bikini amarillo con el eslogan «¿estás listo para el cuerpo de playa?». Los anuncios fueron criticados por supuestamente objetificar a las mujeres y promover imágenes corporales femeninas poco realistas. Los anuncios fueron finalmente prohibidos, con Sadiq Khan apoyando su eliminación. Al igual que con el globo Trump, la Policía Metropolitana y la Autoridad del Gran Londres aprobaron el vuelo del globo. Sadiq Khan dijo: «Si la gente quiere pasar su sábado mirándome en un bikini amarillo, pueden hacerlo, aunque realmente no creo que el amarillo sea mi color». El dirigible sobrevoló la Plaza del Parlamento de Londres el 1 de septiembre de 2018.

## Apariciones fuera del Reino Unido

### Estados Unidos
Un grupo de activistas recaudó casi $ 24 000 en una campaña de GoFundMe para construir cuatro globos bebés Trump que planean volar sobre el Trump National Golf Club en Bedminster, Nueva Jersey. Inicialmente, buscaron $ 4500 para construir un globo, con el permiso del diseñador, pero excedieron su objetivo más de cinco veces. Su recaudación de fondos fue tan exitosa que pudieron hacer seis globos en total. Los globos están disponibles para «adopción» por grupos para eventos en otros estados. Las copias del «bebé Trump» han aparecido en los Estados Unidos en Florida, Míchigan, California, Chicago, Nueva York y Washington, entre otros lugares.

### Francia
El globo bebé Trump hizo una aparición en una marcha de protesta en París el 11 de noviembre de 2018, cuando cientos de personas se reunieron para protestar por la visita de Trump a París para asistir a las ceremonias para conmemorar el 100 aniversario del final de la Primera Guerra Mundial. Hablando con un periodista de la CNN, un manifestante dijo: «Creo que París debería estar protestando no solo por la presencia de Trump aquí, sino que también debería estar intentando enviar un mensaje al presidente Macron por haberlo invitado aquí, especialmente en el aniversario de la firma del armisticio».

### Argentina
El 29 de noviembre de 2018, el bebé Trump apareció en Argentina durante una protesta contra la cumbre del G-20 de Buenos Aires.